# 일반 은총
일반 은총(common grace)이란 프로테스탄트 기독교 안에 있는 신학적 개념으로, 개혁주의와 칼빈주의 계통에서 주로 사용된다. 아브라함 카이퍼와 같은 학자들이 사용하였다. 일반 은총이란 하나님을 믿는 것과 관계없이 모든 사람에게 차별없이 공통적으로 주시는 하나님의 일반적인 은총이며 사랑이며 보살핌이다. 이것과 대조적인 것은 특별은총이다. 구원을 받는 특별한 면에서 차이가 있다.

## 같이 보기
- 신 칼뱅주의
- 아브라함 카이퍼